# Kaple svatého Jana Křtitele (Knížecí)
Kaple svatého Jana Křtitele stála v osadě Knížecí, která je místní částí města Velký Šenov. Postavena byla roku 1775 v barokním slohu, přestavěna roku 1858. Po druhé světové válce chátrala, až byla roku 1978 zbořena.

## Historie
První kaple byla ve vsi Knížecí postavena roku 1775. Dřevěný kříž, který stál původně na jejím místě, byl uschován pod střechou nového svatostánku. Kaple byla v roce 1858 přestavěna a rozšířena. V následujících letech pořídili místní obyvatelé také nové vybavení; roku 1871 to byl nový zvon a roku 1886 nový oltář. Jeho autorem byl Josef Hille ze sousedního Císařského, oltářní obraz svatého Jana Křtitele namaloval neznámý malíř z Rychnova u Jablonce nad Nisou. Zvon musel být během první světové války (roku 1917) odevzdán pro válečné účely. Po skončení války si obyvatelé obce pořídili zvon nový. Po druhé světové válce byla téměř celá obec Knížecí vysídlena. Kaple přežila poválečné demolice, nikdo se však o ni nestaral, a tak rychle chátrala. Její osud byl zpečetěn v 70. letech 20. století. V roce 1976 se z věže ztratil zvon a o dva roky později byla kaple zbořena. Ruiny kaple posloužily jako stavební materiál pro výstavbu rekreačních chat (část portálu je umístěna na domě č. ev. 3). Torzo stavby je v soukromém vlastnictví. Kaple nebyla památkově chráněna a nebyla zapsána v katastru nemovitostí.

## Popis
Kaple stála na obdélném půdorysu s odsazeným polokruhovým zakončením. V průčelí byl obdélný portál s označením letopočtu přestavby. Trojúhelníkový štít ohraničený lizénami zdobil štukový kříž. V každé z bočních stěn bylo jedno malé, segmentově zakončené okno, presbytář okno neměl. Fasáda byla hladká, na nárožích bosovaná. Ze zadní části střechy vybíhal šestiboký sanktusník s cibulovitou stříškou. Střechu pokrývala břidlice položená na původní šindele. Interiér kaple byl zaklenut plackou, v presbytáři konchou. Z vnitřního vybavení (oltář, lavice, obrazy) se nezachovalo nic.

## Galerie

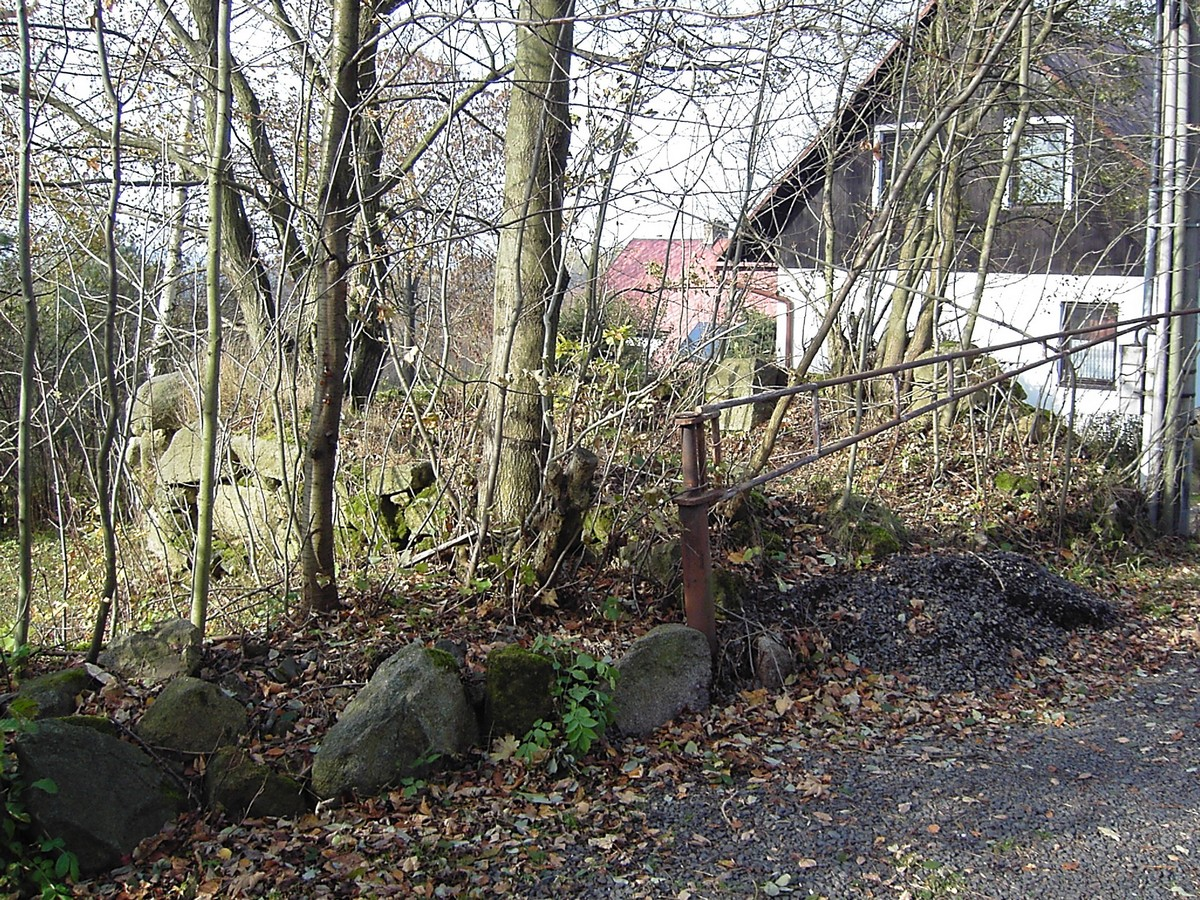
Ruiny kaple svatého Jana Křtitele (2005)
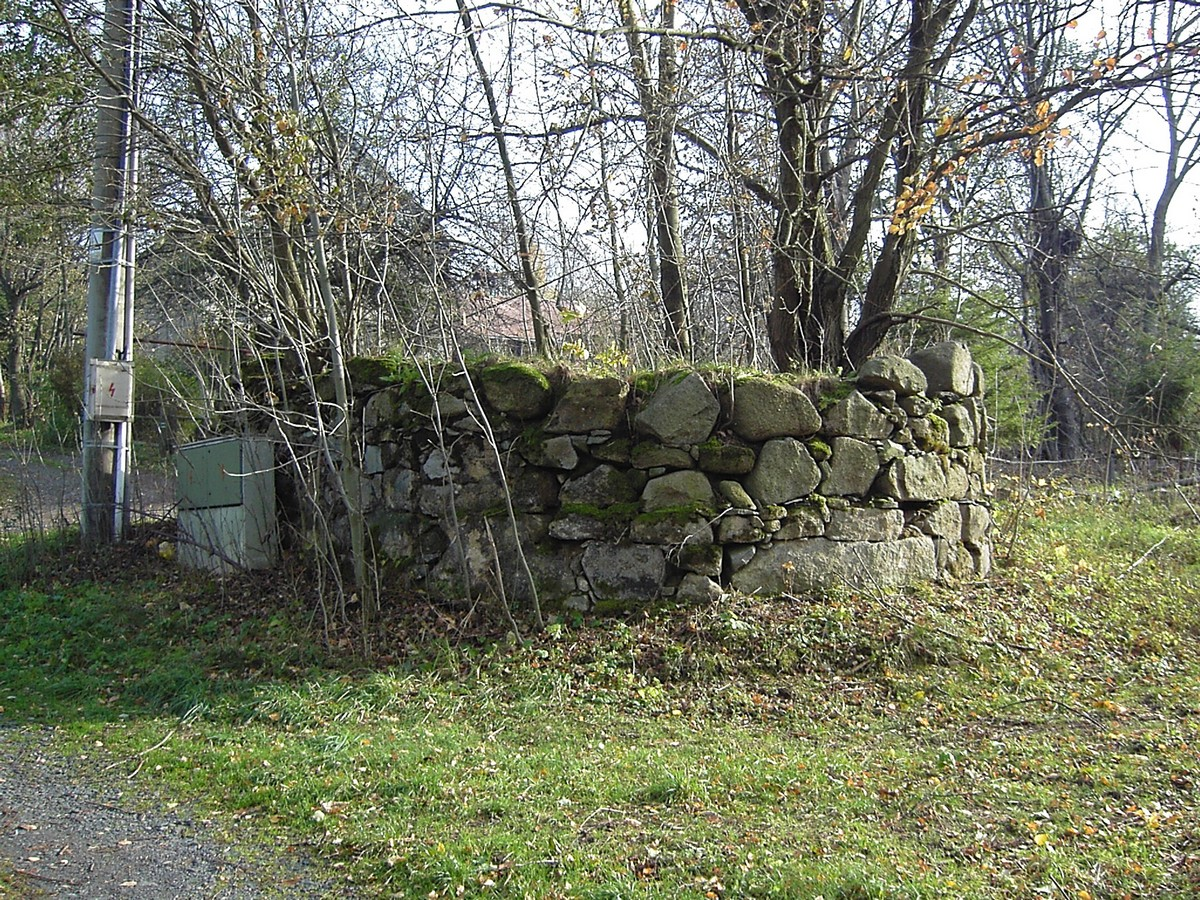
Ruiny kaple svatého Jana Křtitele (2005)
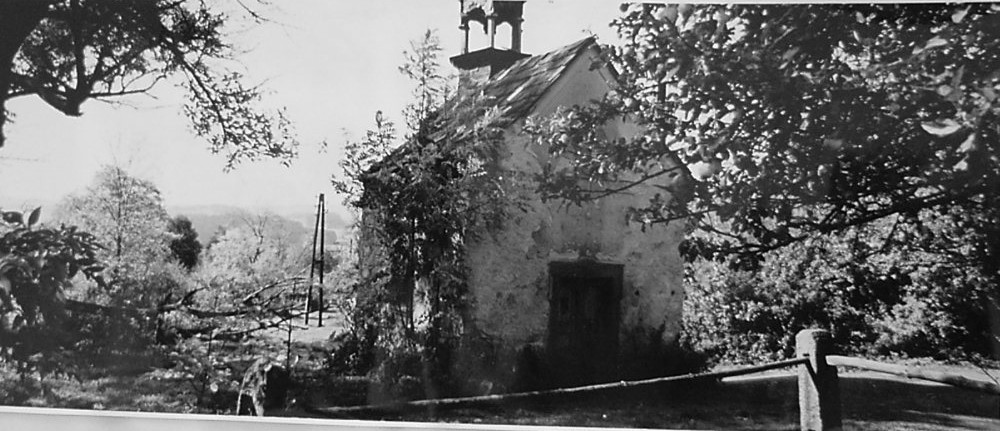
Kaple svatého Jana Křtitele (1975)